# NGC 634
NGC 634 (również PGC 6059 lub UGC 1164) – galaktyka spiralna (Sa), znajdująca się w gwiazdozbiorze Trójkąta w odległości 250 milionów lat świetlnych od Ziemi. Została odkryta 26 października 1876 roku przez Édouarda Stephana.
W galaktyce NGC 634 zaobserwowano dwie supernowe: SN 2006Q oraz SN 2008A.